# Bílý Kůň
Bílý Kůň (německy Weißrössel) je malá vesnice, část obce Střemošice v okrese Chrudim. Nachází se asi 0,5 km na jihozápad od Střemošic. Prochází zde silnice II/356. V roce 2009 zde bylo evidováno 40 adres. V roce 2001 zde trvale žilo 68 obyvatel.
Bílý Kůň leží v katastrálním území Střemošice o výměře 4,28 km2.

## Historie
První písemná zmínka o obci pochází z roku 1720.

## Pamětihodnosti
- kaplička na návsi
- zaniklá tvrz